# 第二十号掃海艇
第二十号掃海艇 （だいにじゅうごうそうかいてい）は、日本海軍の掃海艇。第十九号型掃海艇の2番艇。

## 艇歴

### 計画-竣工-太平洋戦争緒戦
④計画の700トン型掃海艇、仮称艦名第165号艦として計画。1941年3月19日、株式会社東京石川島造船所で起工。8月5日、第二十号掃海艇と命名され、本籍を舞鶴鎮守府と仮定し、第七号型掃海艇の8番艇に定められる。9月17日、進水。11月23日、艤装員事務所を石川島造船所深川工場内に設置し事務を開始。12月15日竣工し、艤装員事務所を撤去。本籍を舞鶴鎮守府に定められ、第三艦隊第二根拠地隊に編入。同日、需品積み込みのうえ高雄へ回航。24日、高雄に入港。26日、高雄港内で村雨と接触し損傷。馬公へ回航し30日から1942年1月8日まで入渠修理。
1942年1月11日、ダバオ攻略船団を護衛するため馬公発、道中で船団に合流しダバオ攻略作戦に参加。2月24日からはジャワ攻略作戦に参加。

### 1942年 ラバウル方面
1942年3月10日、第四艦隊第八特別根拠地隊に編入。軍隊区分R方面防備部隊海上部隊に配され、第三十駆逐隊司令の指揮下で船団護衛、航路啓開等に従事。ブーゲンビル島の攻略時は隊内区分根拠地海上部隊に配され、第十四掃海隊司令の指揮下で行動。ラバウル方面で護衛、輸送等に従事。
4月1日、艦艇類別等級別表の掃海艇の部中に第十九号型が新設され、その2番艇に定められる。10日、第八特別根拠地隊は第八根拠地隊に改編。12日、第八根拠地隊附属となる。5月22日、門司行き船団（3隻）を護衛しラバウル発。赤道付近まで護衛し24日に船団から分離。25日、船団はアメリカ潜水艦トートグの攻撃を受け海軍徴傭船彰化丸を撃沈された。6月17日、ガダルカナル島へ設営隊を輸送するためラバウル発。24日ラバウルに帰着し、以後はラバウル方面での護衛に従事。
7月14日、第八根拠地隊は第八艦隊隷下となる。8月16日、南海支隊を載せた船団を護衛しラバウル発。20日までバザブア攻略に従事。以後の8月中はブナ方面で行動。

### 1943年 高雄警備府-舞鶴鎮守府-鎮海警備府
1943年3月20日、台湾方面への配置替えの内示により船団護衛を兼ねて台湾方面へ回航。4月10日、第21号掃海艇とともに高雄警備府馬公方面特別根拠地隊に編入され、軍隊区分馬公方面防備部隊に編入。同日付で役務を舞鶴鎮守府警備掃海艇に定められる。馬公方面特別根拠地隊所属の澎湖と測天は、入れ替わる形で第八根拠地隊第八十一警備隊へ転出した。5月、馬公工作部で281件に及ぶ整備を実施。6月3日、馬公方面防備部隊編入を解かれ、軍隊区分基隆方面防備部隊に編入。8日以降、本艇が舞鶴鎮守府に転出するまで、基隆方面防備部隊指揮官は第20号掃海艇長に定められる。
7月10日、基隆から馬公へ向かう津山丸を1200時まで護衛し、その後海軍徴用船大和丸ほか3隻を高雄まで護衛。14日、バラストタンクと予備倉庫を重油タンク兼バラストタンクとする訓令が発せられる。15日、第21号掃海艇とともに舞鶴鎮守府に編入され、第一兵力部署海面防備部隊に、第二兵力部署護衛部隊第一護衛隊にそれぞれ編入。22日、舞鶴への回航を兼ねて283船団（10隻）の門司までの護衛を命ぜられ高雄発。舞鶴到着後は訓令工事のほか、若狭湾周辺での対潜掃蕩と哨戒に従事。
9月17日、鎮海警備府に編入され、隊内区分海上護衛部隊に編入。以後、鎮海や竹敷周辺海域での哨戒、対潜掃蕩、機雷処分、護衛に従事。

### 1944年(1) 横須賀鎮守府作戦指揮下
1944年3月5日、横須賀鎮守府作戦指揮下に編入され、7日横須賀着。9日、木更津で東松二号船団（10隻）に合流。12日、木更津を発し、19日サイパン着。20日、陸軍輸送船玉鉾丸を護衛してグアムへ向かい、同日着。22日、玉鉾丸を特設掃海艇第五利丸と護衛してサイパンへ向かい、23日着。28日、特設運送船慶洋丸（元東松一号甲船団）、同いくしま丸を特設掃海艇第八拓南丸と護衛しサイパンを発し横須賀へ向かう。30日、いくしま丸がアメリカ潜水艦スティングレイの攻撃を受け沈没し、本艇は爆雷戦ののち溺者救助にあたる。4月4日、横須賀着。
4月15日、東松六号船団（26隻）を護衛して木更津発。同日付で新任艇長田中大尉が発令されたが船団の出発には間に合わず、田中大尉は本艇が横須賀に帰還してから本艇に着任した。23日、サイパン着。同日、稲荷丸と利根川丸を卯月、猿島と護衛してグアムへ向かい、同日着。25日、復航船を護衛してグアム発、同日サイパン着。27日、東松六号復航船団（14隻）を護衛してサイパン発。5月4日、横須賀着。
5月17日、3515船団（12隻）を護衛して館山発。25日、サイパン着。28日、便乗者119名を乗艇させ濱江丸船団（2隻）を護衛してサイパン発、同日グアムに到着し便乗者下艇。29日、ばたびや丸船団（2隻）を護衛しグアム発、同日サイパン着。31日、4530船団（8隻）を護衛しサイパン発。6月2日に千代丸、4日には白山丸が被雷沈没し爆雷戦を行う。8日横須賀に到着し、19日まで横須賀海軍工廠第二船渠で訓令工事、艇底塗り替え作業等を行う。
6月24日、3624船団（2隻）を第171号駆潜特務艇と護衛し八丈島へ向かい、25日神湊着。神湊で泊地の警戒にあたる。28日、特設運送船第十雲海丸を護衛し神湊発、29日横須賀着。
7月1日、横須賀鎮守府作戦指揮を解かれ、鎮海警備府海上護衛部隊に復帰。2日、芝園丸を第159号駆潜特務艇と護衛して八丈島へ向かう。3日、八丈島着。4日、芝園丸を3701船団に引渡して八丈島を出発し、6日に鎮海着。以降、朝鮮半島南部での対潜掃蕩、浮流機雷の処分等に従事。28日、門司へ回航し支那方面艦隊作戦指揮下に編入。

### 1944年(2) 第一海上護衛隊作戦指揮下
8月1日、モ05船団（7隻）を護衛し門司発。5日、支那方面艦隊作戦指揮を解かれて第一海上護衛隊作戦指揮下に編入され、11日までの門司回航を命じられる。7日、那覇着。那覇で作業中、陸軍輸送船山萩丸が本艇の右舷錨鎖に絡み錨鎖が切断したため、これを回収するため9日まで那覇に留まる。11日、門司着。15日、モタ23船団（15隻）を護衛し門司発。24日、台湾沖でアメリカ潜水艦ロンクィルの攻撃により2隻が被雷（うち1隻が沈没）したため、高雄行きの予定を変更し、25日一旦基隆に入港。27日、基隆を出港し29日に高雄着。31日、ミ船団のミ15船団救援のため、鵯、第41号駆潜艇、第63号駆潜艇とともに高雄発。9月1日に遭難現場へ到着し、鵯、第41号駆潜艇と対潜掃蕩を行う。2日、馬公に回航。
9月4日、ミ17船団（馬公出港時13隻）を護衛し馬公発。7日、アパリで第41号駆潜艇とともに船団から分離し、高雄を出港したタマ25船団（11隻、元モタ23船団）の増援に向かい、8日に合流。9日、海軍徴傭船豊岡丸と陸軍船満州丸が被雷沈没し、第17号掃海艇、第41号駆潜艇とともに10日まで現地で対潜掃蕩を行う。11日、船団がラポッグ湾に到達したところで船団から分離し、12日高雄着。14日、陸兵250名を乗艇させバタン島へ向かう。15日、バタン島に揚陸し、16日に高雄に帰着。18日、タマ26船団（8隻）を護衛して高雄発。21日、船団はアメリカ潜水艦ピクーダとレッドフィッシュの攻撃により瑞穂丸など2隻が被雷沈没したため、溺者救助と爆雷戦を行う。22日、船団はラボック湾に退避。本艇も同行し、入港後に遭難者を退艇させる。26日、サンフェルナンドに入港し、海軍配当船日南丸から重油を、陸軍船白根山丸から石炭をそれぞれ補給される。28日、ミマ11船団救援のためサンフェルナンド発。29日、一旦サンフェルナンドに寄港しサンタクルスに回航。10月1日、サンタクルス発、2日にマニラ着。
10月4日、マタ28船団（8隻）を護衛し高雄へ向けマニラ発。船団は6日に2隻、8日に1隻が撃沈されたため、目的地を香港に変更し11日着。当時はフィリピンと台湾が空襲を受けていたため（台湾沖航空戦）、船団の高雄回航は27日まで中断。再編成を終えた船団はホマ01船団と改称し、27日香港発。30日、高雄着。
11月1日、アメリカ潜水艦群の襲撃を受けて基隆に退避していたモマ06船団（基隆出港時12隻）に合流するため基隆に回航し、同日基隆発。2日、海軍徴傭船あとらす丸が被雷し航行不能となったため、本艇はあとらす丸乗員の救難にあたり674名を収容して泊地に帰投し、遭難者を阿蘇川丸に移乗させ遭難現場に戻った。遭難現場に到着後、呉竹によるあとらす丸の曳航を護衛しサブタン島まで同行した。6日、サブタン島を出発し、サンタクルスを経由して10日にマニラ着。フィリピンからの船舶退避命令が出されていたため、11日マユ10船団（2隻）を護衛し楡林へ向けマニラ発。14日に空襲で海軍徴傭船美崎丸が、15日には潜水艦の攻撃により同杉山丸が撃沈され船団が全滅したため、本艇はサイゴンへ回航。20日、サタ02船団（日田丸）に合流するためサイゴンを発し、21日にカムラン湾着。22日同湾を出港。25日、日南丸船団（日南丸）護衛の命によりサタ02船団から分離。28日、日南丸船団から分離しサイゴンへ回航。
12月、マサ12A船団を護衛するためサイゴン発。サイゴンに帰着後はサイゴン-シンガポール間の護衛に従事。12月末、シサ32船団を護衛しシンガポール発、1945年1月4日サンジャック着。

### 1945年 南号作戦-沈没
1月6日、サシ39船団（10隻）を護衛しサンジャック発。9日シンガポール着。16日から30日までシンガポールの第百一海軍工作部で入渠し整備と修理を行う。31日、ヒ88C船団（2隻）を護衛しシンガポール発。2月16日に金門島で仮泊。17日から18日まで南日島で仮泊し、ここで船団は2つに分かれ、本艇は延長丸を護衛し上海へ向かい、21日着。25日に上海を出港し、3月2日に門司に到着した。
3月3日、第一護衛艦隊作戦指揮を解かれ、鎮海警備府護衛部隊に復帰。舞鶴へ回航し、4日から28日まで舞鶴海軍工廠で修理を行う。修理中の6日、第百三戦隊が鎮海警備府作戦指揮下に編入され、護衛部隊の指揮を第百三戦隊司令官が取ることとなったため、以後は第百三戦隊諸艦との共同行動が多くなる。30日、鎮海着。
4月1日、荷衣島に回航したが、同日北緯34度02分 東経124度00分 / 北緯34.033度 東経124.000度の地点でタモ51船団が潜水艦の攻撃と濃霧により離散したため、本艇は第215号海防艦、第26号駆潜艇とともに行方不明船の捜索と掃蕩のため現場へ向かう。6日、掃蕩を中断し、タモ53船団の護衛に向かう。11日、特設掃海艇第十七日之出丸が登山串沖で被雷沈没したため、隠岐とともに現場へ向かい掃蕩と航路維持にあたる。14日、青島に待機中の船舶（15隻）を還送させるため、隠岐とともに青島へ回航。19日、隠岐らとモ705船団第1分団を護衛して青島を発し、大東湾まで護衛。20日、モ705船団第2分団（8隻）を護衛するため大東湾発。21日に同分団と合同したが、25日に荷衣島で補給のため船団から分離。補給後、木浦へ回航。
5月5日、黒山島西方でアメリカ潜水艦トレパンの攻撃を受け沈没した。25日、第二十号掃海艇は帝国掃海艇籍から除かれ、第十九号型掃海艇から削除された。

## 艇長
艤装員長
1. 福田弘二 少佐：1941年11月20日 - 1941年12月10日
2. 北弥三郎 予備大尉：1941年12月10日 - 1941年12月15日

掃海艇長
1. 北弥三郎 予備大尉/予備少佐：1941年12月15日 - 1943年5月15日[注釈 5]
2. 愛澤新五 予備大尉/大尉：1943年5月15日 - 1944年4月15日
3. 田中三蔵 大尉/少佐：1944年4月15日 - 1945年5月4日[注釈 6]
4. 山田圀雄 大尉：1945年5月4日 - 1945年5月17日[注釈 7]